# Universidad Autónoma del Caribe Fútbol Club
Universidad Autónoma del Caribe Fútbol Club, mais conhecido como Uniautónoma, é um clube de futebol colombiano com sede na cidade de Barranquilha. Foi fundado no dia 1 de novembro de 2011,  da fusão do Atlético de la Sabana com o Córdoba F.C.. em pouco tempo já faturou a Primera B, em 2013. estando na a primeira divisão do Campeonato Colombiano na temporada seguinte, onde permanece atualmente.

## Títulos

### Nacionais
- Campeonato Colombiano da Segunda Divisão: 1 vez (2013).